# Columbus (krater)
För andra betydelser, se Columbus (olika betydelser).
Columbus är en krater på planeten Mars namngiven efter den italienske upptäcktsresanden Christofer Columbus.
Kratern har en diameter på ungefär 112 km.